# Rockville (Connecticut)
Rockville – jednostka osadnicza w Stanach Zjednoczonych, w stanie Connecticut, w hrabstwie Tolland.